# بمب الرمن

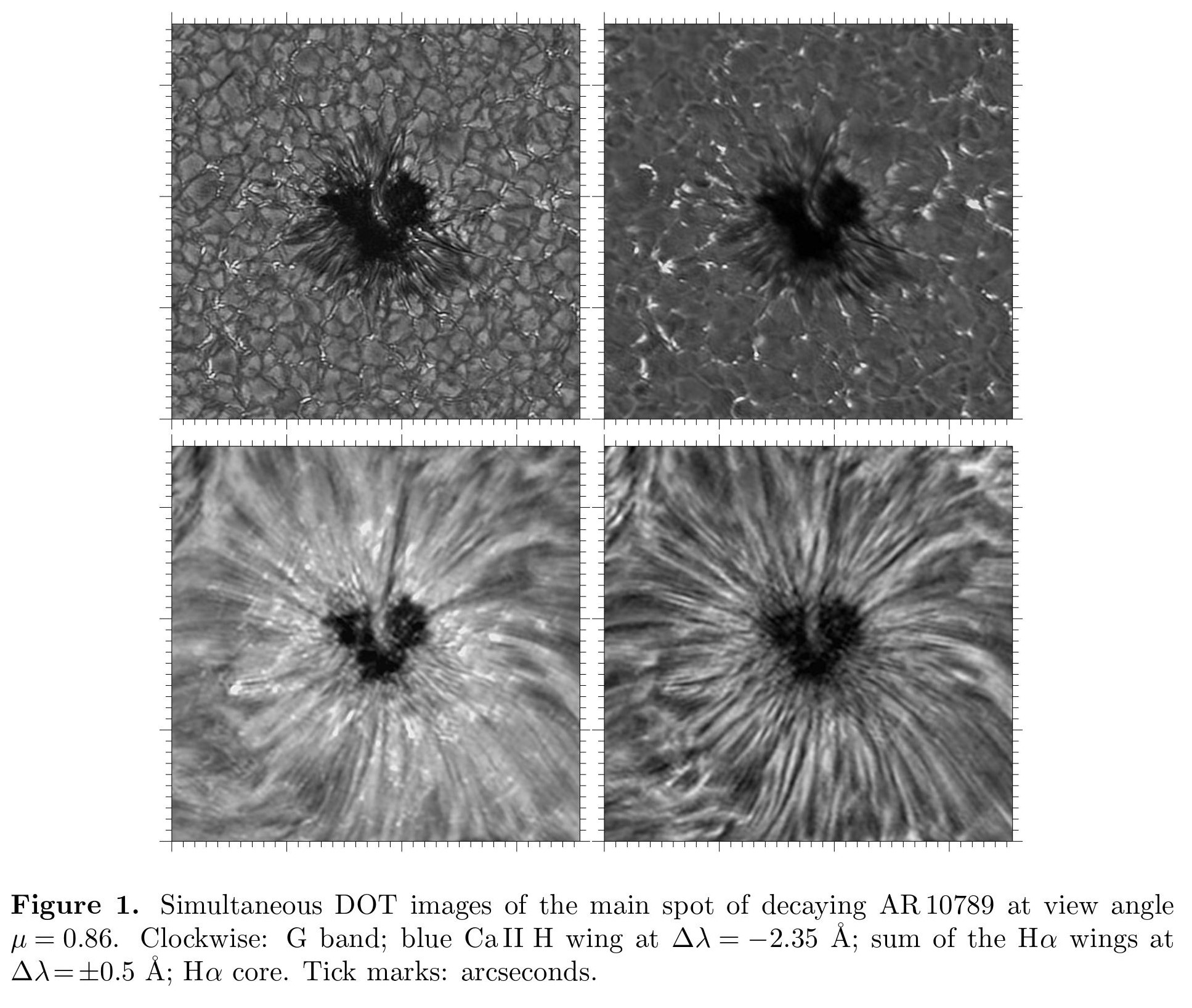
بمب‌های الرمن یا، شاید، بمب‌های شبه الرمن در اصل همان «نقاط روشن شبکه» هستند.

بمب اِلِرمَن (انگلیسی: Ellerman bomb) در فیزیک خورشیدی، بمب‌های الرمن درخشندگی‌های شدید و کوچک‌مقیاسی در نورسپهر خورشید هستند. آن‌ها فقط در بال‌های هیدروژن-آلفا (Hα)، Hβ و Hγ خطوط طیفی هیدروژن مشاهده می‌شوند و در مناطق شار نوظهور که میدان‌های مغناطیسی در حال ظهور با میدان‌های موجود برهمکنش دارند، رخ می‌دهند. نام آن‌ها از فردیناند الرمن گرفته شده است که در قرن بیستم آن‌ها را به تفصیل مطالعه کرد.

## تاریخچه
درخشندگی‌های شدید شبیه به آنچه بعداً به عنوان بمب‌های الرمن نامیده می‌شود، اولین بار توسط والتر ام میچل در سال ۱۹۰۹ گزارش شد. در سال ۱۹۱۷، مشاهدات این پدیده که در رصدخانه کوه ویلسون انجام شد، توسط فردیناند الرمن به تفصیل شرح داده شد. او از آن‌ها به عنوان «بمب‌های هیدروژنی خورشیدی» یاد کرد و به این پدیده اشاره کرد که فقط در مشاهدات خطوط طیفی هیدروژن ظاهر می‌شود.

## توضیحات
همان‌طور که در ابتدا در مقاله الرمن در سال ۱۹۱۷ توضیح داده شد، بمب‌های الرمن درخشندگی‌های شدیدی در بال‌های هیدروژن-آلفا (Hα)، Hβ و Hγ خطوط طیفی هیدروژن هستند که هیچ درخشندگی از هسته‌های خط یا سایر خطوط طیفی ندارند. آنها در مسیرهای بین‌دانه‌ای در فتوسفر منحصراً در مکان‌های مناطق شار نوظهور که میدان‌های مغناطیسی عمودی در حال ظهور با میدان بین‌دانه‌ای موجود برهم‌کنش می‌کنند، رخ می‌دهند. پیشنهاد می‌شود که این تعامل منجر به اتصال مجدد مغناطیسی می‌شود که درخشندگی مرتبط با بمب‌های الرمن را ایجاد می‌کند.
عدم وجود روشنایی مشاهده شده هسته Hα به بمب‌های الرمن به عنوان یک پدیدهٔ فتوسفری نسبت داده می‌شود. در مناطق فعال در حال رشد، فیبریل‌های فام‌سپهر (کروموسفر) متراکم Hα یک سایبان را در بالای شیدسپهر (فتوسفر) تشکیل می‌دهند که انتشار Hα را از بمب‌های الرمن در زیر مسدود می‌کند. در نتیجه، فقط انتشار در بال‌های Hα عبور می‌کند و مشاهده می‌شود.